# Calathea pluriplicata
Calathea pluriplicata är en strimbladsväxtart som beskrevs av H.A.Kenn. Calathea pluriplicata ingår i släktet Calathea och familjen strimbladsväxter. Inga underarter finns listade.